# 天津中华基督教青年会
天津中华基督教青年会也称YMCA天津（Young Men's Christian Association of Tianjin）是中国最早建立的城市基督教青年会组织，由在中国出生的北美青年会干事来会理（David Willard Lyon）于1895年12月8日创立，至今历史已百余年。

## 简介
天津市基督教青年会是不限于基督教信众的青年群众组织，目前由天津市青联归口管理，是基督教青年会全国协会的会员单位，但与其他青年会相互独立。目前青年会的主要任务是团结青年、服务社会、帮助弱势群体。
“非以役人，乃役于人。”是世界基督教青年组织的会训，也是天津中华基督教青年会的会训，它反映了青年会服务社会，服务公益的本性。青年会的宗旨是“服务社会，造福人群。”
1995年，天津青年会在国内较早成立义工分会，现已发展至千余人。义工分会以青年志愿者形式服务社会，建设了5个“志愿服务基地”，包括“鹤童老人院”、“文静里小区”、“王兰庄村”、“蓟县下营中学”和“现代中等职业学校”。并成立“天津光华河西培训中心”面向社会开展各种培训。

## 历史沿革
- 1895年，美国干事来会里创立天津青年会。
- 1909年，青年会为建设新会所发起募捐。
- 1914年，天津青年会位于东马路的会址建成，内设阅览室、会议室、体育馆、礼堂、招待所等，青年会在推广篮球、乒乓球等运动方面做出了开创性的业绩。
- 1966年，受文化大革命影响，青年会的活动中止。
- 1981年，天津青年会恢复活动。
- 2008年7月，派代表应邀参加了在美国纽约举办的世界大城市基督教青年会大会。

## 天津青年会与爱国民主运动
天津青年会很早就成为中国共产党领导下的学生运动的重要阵地，比较重要的活动有：
- 1915年，举行反对《二十一条》演艺会。
- 1919年，五四运动的学生游行得到青年会支持，游行队伍自青年会出发绕城一周结束。
- 1920年，青年会第九次全国大会在津召开。
- 1923年，天津基督教救国会在东马路会所福音堂成立。
- 1924年，孙中山来津，委托汪精卫在天津青年会发表演说。
- 1925年，天津青年会参加“五七”国耻大游行活动。
- 1926年1月，天津青年会参加了“天津市人民大会讨张（作霖）排日集会游行”活动。
- 1929年，天津各校学生集合反对“一·二九”惨案，学生约5000人于东马路会所聚集起来，公推周恩来为领袖，进行游行示威。
- 1930年10月，青年会举办公民教育运动，并专门为排日请郭凤鸣、李礼乾、李仲吟等名人讲演。
- 1932年，废止内战大同盟会天津分会成立，张伯苓、雍剑秋、卞白眉等人均担任常委。
- 1937年，抗日战争爆发后，时任中华基督教青年会全国协会华北区干事的艾德敷抵达天津青年会东马路会所，视察日军入侵时遭到破坏的情况，并与日军交涉，要求其承担战争责任，并赔偿损失。
- 1942年，雍剑秋等人设立天津青年会服务部，并扩展战时学生救济工作。
- 1946年，天津青年会举办“时事演讲会”，请李烛尘讲演政治协商会议之情况。
- 1948年，天津青年会开展助学运动，以配合反内战、反饥饿斗争。[4]

## 原天津基督教青年会旧址
原天津基督教青年会旧址位于天津市南开区东马路94号，落成于1914年10月。2005年被天津市政府列为天津市历史风貌建筑，现为天津市少年宫使用。